# Villarroya del Campo
Villaroya del Campo ist ein spanischer Ort und eine Gemeinde (municipio) mit nur noch 69 Einwohnern (Stand: 2024) im Süden der Provinz Saragossa in der Autonomen Gemeinschaft Aragonien. Die Gemeinde gehört zur bevölkerungsarmen Serranía Celtibérica.

## Lage und Klima
Villarroya del Campo liegt ca. 80 Kilometer südwestlich der Provinzhauptstadt Saragossa am Río Piedra in einer Höhe von ca. 900 m. 
Das Klima ist gemäßigt bis warm; Regen (ca. 467 mm/Jahr) fällt übers Jahr verteilt.

## Bevölkerungsentwicklung
| Jahr      | 1970 | 1981 | 1991 | 2001 | 2011 | 2021 |
| Einwohner | 186  | 108  | 76   | 81   | 81   | 89   |

Die Mechanisierung der Landwirtschaft, die Aufgabe bäuerlicher Kleinbetriebe und der damit verbundene Verlust von Arbeitsplätzen führten in der zweiten Hälfte des 20. Jahrhunderts zu einem deutlichen Rückgang der Bevölkerungszahl (Landflucht).

## Sehenswürdigkeiten
- Kirche Unserer Lieben Frau vom Rosenkranz (Iglesia de Nuestra Señora de la Blanca)

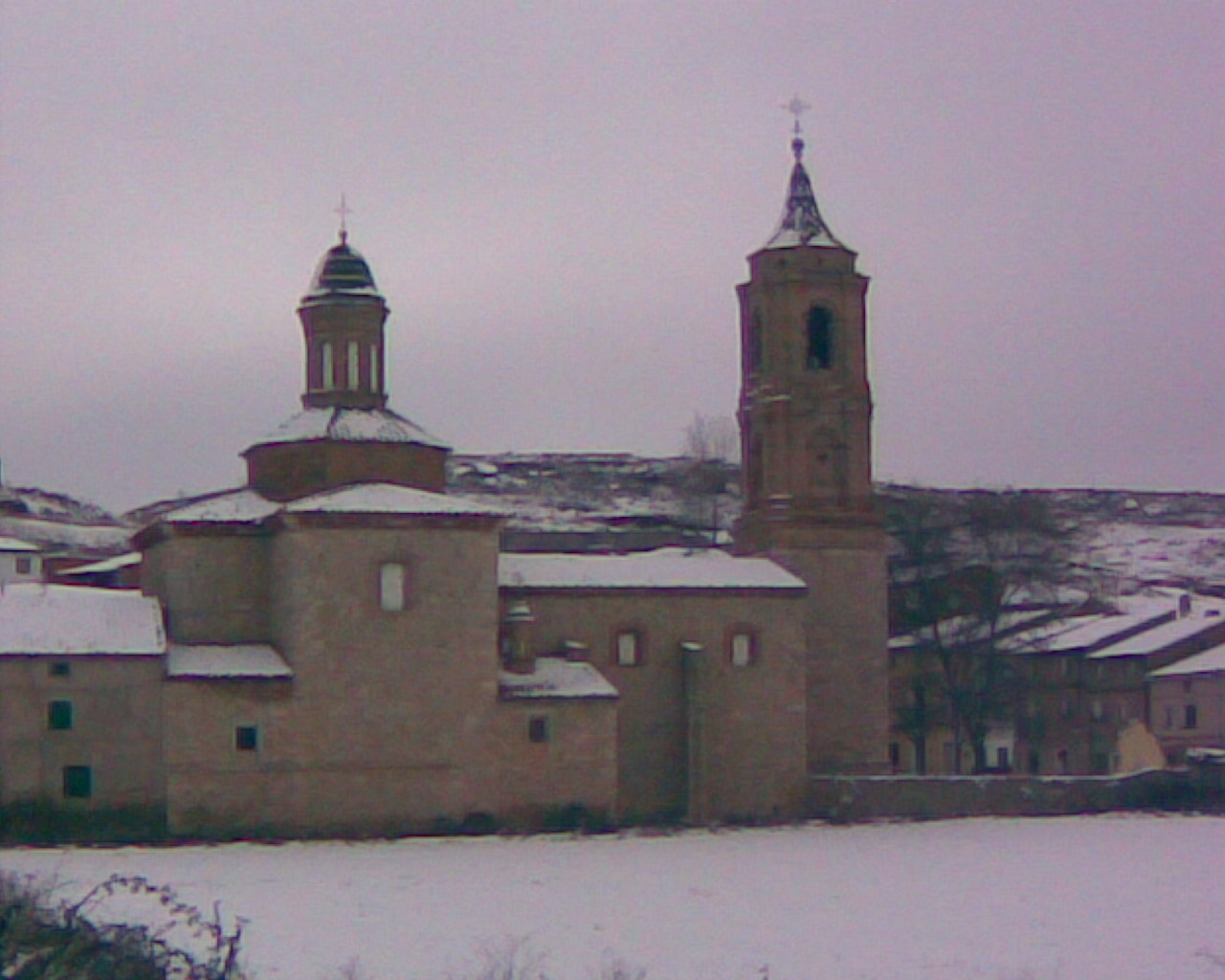
Kirche Unserer Lieben Frau